# 纳尔杜尔格
纳尔杜尔格（Naldurg），是印度马哈拉施特拉邦奥斯马纳巴德县的一个城镇。总人口15993（2001年）。

## 人口
该地2001年总人口15993人，其中男性8337人，女性7656人；0—6岁人口2535人，其中男1316人，女1219人；识字率64.42%，其中男性为71.32%，女性为56.90%。